# Eduardo Dibós Silva
Eduardo Guillermo Dibós Silva (Lima, 12 de abril de 1955-Lima, 14 de febrero de 2015) fue un empresario y piloto de automovilismo peruano.

## Biografía
Era hijo del también piloto de automóviles, empresario y alcalde de Lima Eduardo Dibós Chappuis y de la distinguida Betty Silva Block. Nieto del también alcalde de Lima Eduardo Dibós Dammert y tataranieto de Juana Alarco Espinoza de Dammert. 
Hizo sus estudios en el Colegio Champagnat de Miraflores perteneciente a la Congregación de los Hermanos Maristas.

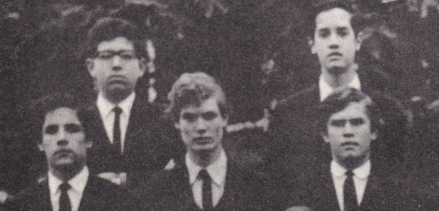
Eduardo Dibos Silva, al centro, con sus compañeros de estudios del Colegio Champagnat de Miraflores, de la Promoción XXXIX, en 1971, mientras cursaba el cuarto año de secundaria.

Estudió Administración, Marketing y Finanzas en la Escuela Superior de Administración de Negocios (ESAN). 
Era hermano de la actriz Denisse Dibós, primo hermano de la voleibolista Natalia Málaga Dibós  y primo segundo del medallista olímpico Francisco Boza Dibós. Estaba casado con Cecilia Madueño Reynaud y era padre de cinco hijos: Alessandra, Eduardo, Andrea, Mateo y Alonso.
Campeón Nacional de automovilismo Peruano en el 2003, fue ganador de las 6 Horas Peruanas en tres oportunidades (1983, 1999 y 2001), del Premio Presidente de la República cuatro veces (1999, 2001, 2002 y 2003), del Gran Premio Nacional de Carreteras Caminos del Inca en tres oportunidades (2000, 2001 y 2002) y de La Vuelta a la República del Ecuador (2002) con un Toyota Celica GT Four Grupo A y de muchas otras competencias de circuito y/o rally en el Perú y el extranjero.
Fue Campeón Centroamericano de automovilismo de la categoría GTU en 1991, incursionando con éxito en el Campeonato Norteamericano IMSA de los EE. UU., habiendo sido elegido el mejor piloto de la categoría GTU en 1994, fue tercero en las 24 Horas de Daytona y en las 12 Horas de Sebring.
Fue elegido por el Círculo de Periodistas Deportivos del Perú, el mejor deportista en 1994, junto con el tenista Jaime Yzaga.
Como empresario fue gerente y presidente de varias empresas familiares dedicadas a la producción de gases industriales, llegando a ser Presidente del Comité de Gases Industriales de la Sociedad Nacional de Industrias (SNI). En 1996, logró vender los negocios familiares a White Martins, una gigante brasilera. 
Fue Presidente del Automóvil Club Peruano (ACP) en 1990, siendo reelegido en el año 2008 y 2010.
Durante 10 años (1991 al 2001) fue Presidente de la Federación Peruana de Automovilismo Deportivo y el 23 de enero de 2013 elegido por el Instituto Peruano del Deporte (IPD), Presidente del Grupo de Trabajo para restablecer la legalidad de la federación, ordenar su funcionamiento, depurar el padrón electoral y convocar a elecciones, plazo que culminó el 30 de septiembre de 2014 luego de cumplir los objetivos.
En las elecciones municipales de 2006 postuló sin fortuna (no pudo realizar su campaña debido a un derrame medular que lo dejó inválido), a la alcaldía del distrito de Punta Hermosa, invitado por el Movimiento "Confianza Perú", liderado por Michel Azcueta.
Falleció el 14 de febrero de 2015 durante un proceso de angioplastia por causa de una obstrucción en el tronco coronario.